# Lucio Fulvio Curvo
Lucio Fulvio Curvo (in latino Lucius Fulvius Curvus; fl. IV secolo a.C.) è stato un politico romano.

## Biografia
Fu eletto console nel 322 a.C., con Quinto Fabio Massimo Rulliano. Durante il consolato fu nominato dittatore Aulo Cornelio Cosso Arvina, per condurre la campagna contro i Sanniti.